# Primitives de funcions trigonomètriques
Tot seguit es presenta una llista de les primitives (o integrals) de funcions trigonomètriques. Per a consultar les integrals que impliquen funcions exponencials i trigonomètriques, veure Llista d'integrals de funcions exponencials. Per a consultar una llista completa de primitives de tota mena de funcions adreceu-vos a taula d'integrals
En totes les fórmules, la constant a se suposa diferent de zero i C indica la constant d'integració.

## Integrals de funcions trigonomètriques que inclouen només elsinus
{\displaystyle \int \sin ax\;dx=-{\frac {1}{a}}\cos ax+C\,\!}
{\displaystyle \int \sin ^{2}{ax}\;dx={\frac {x}{2}}-{\frac {1}{4a}}\sin 2ax+C={\frac {x}{2}}-{\frac {1}{2a}}\sin ax\cos ax+C\!}
{\displaystyle \int \sin a_{1}x\sin a_{2}x\;dx={\frac {\sin[(a_{1}-a_{2})x]}{2(a_{1}-a_{2})}}-{\frac {\sin[(a_{1}+a_{2})x]}{2(a_{1}+a_{2})}}+C\qquad {\mbox{(per }}|a_{1}|\neq |a_{2}|{\mbox{)}}\,\!}
{\displaystyle \int \sin ^{n}{ax}\;dx=-{\frac {\sin ^{n-1}ax\cos ax}{na}}+{\frac {n-1}{n}}\int \sin ^{n-2}ax\;dx\qquad {\mbox{(per }}n>0{\mbox{)}}\,\!}
{\displaystyle \int {\frac {dx}{\sin ax}}={\frac {1}{a}}\ln \left|\tan {\frac {ax}{2}}\right|+C}
{\displaystyle \int {\frac {dx}{\sin ^{n}ax}}={\frac {\cos ax}{a(1-n)\sin ^{n-1}ax}}+{\frac {n-2}{n-1}}\int {\frac {dx}{\sin ^{n-2}ax}}\qquad {\mbox{(per }}n>1{\mbox{)}}\,\!}
{\displaystyle \int x\sin ax\;dx={\frac {\sin ax}{a^{2}}}-{\frac {x\cos ax}{a}}+C\,\!}
{\displaystyle \int x^{n}\sin ax\;dx=-{\frac {x^{n}}{a}}\cos ax+{\frac {n}{a}}\int x^{n-1}\cos ax\;dx\qquad {\mbox{(per }}n>0{\mbox{)}}\,\!}
{\displaystyle \int _{\frac {-a}{2}}^{\frac {a}{2}}x^{2}\sin ^{2}{\frac {n\pi x}{a}}\;dx={\frac {a^{3}(n^{2}\pi ^{2}-6)}{24n^{2}\pi ^{2}}}\qquad {\mbox{(per }}n=2,4,6...{\mbox{)}}\,\!}
{\displaystyle \int {\frac {\sin ax}{x}}dx=\sum _{n=0}^{\infty }(-1)^{n}{\frac {(ax)^{2n+1}}{(2n+1)\cdot (2n+1)!}}+C\,\!}
{\displaystyle \int {\frac {\sin ax}{x^{n}}}dx=-{\frac {\sin ax}{(n-1)x^{n-1}}}+{\frac {a}{n-1}}\int {\frac {\cos ax}{x^{n-1}}}dx\,\!}
{\displaystyle \int {\frac {dx}{1\pm \sin ax}}={\frac {1}{a}}\tan \left({\frac {ax}{2}}\mp {\frac {\pi }{4}}\right)+C}
{\displaystyle \int {\frac {x\;dx}{1+\sin ax}}={\frac {x}{a}}\tan \left({\frac {ax}{2}}-{\frac {\pi }{4}}\right)+{\frac {2}{a^{2}}}\ln \left|\cos \left({\frac {ax}{2}}-{\frac {\pi }{4}}\right)\right|+C}
{\displaystyle \int {\frac {x\;dx}{1-\sin ax}}={\frac {x}{a}}\cot \left({\frac {\pi }{4}}-{\frac {ax}{2}}\right)+{\frac {2}{a^{2}}}\ln \left|\sin \left({\frac {\pi }{4}}-{\frac {ax}{2}}\right)\right|+C}
{\displaystyle \int {\frac {\sin ax\;dx}{1\pm \sin ax}}=\pm x+{\frac {1}{a}}\tan \left({\frac {\pi }{4}}\mp {\frac {ax}{2}}\right)+C}

## Integrals de funcions trigonomètriques que inclouen només elcosinus
{\displaystyle \int \cos ax\;dx={\frac {1}{a}}\sin ax+C\,\!}
{\displaystyle \int \cos ^{n}ax\;dx={\frac {\cos ^{n-1}ax\sin ax}{na}}+{\frac {n-1}{n}}\int \cos ^{n-2}ax\;dx\qquad {\mbox{(per }}n>0{\mbox{)}}\,\!}
{\displaystyle \int x\cos ax\;dx={\frac {\cos ax}{a^{2}}}+{\frac {x\sin ax}{a}}+C\,\!}
{\displaystyle \int \cos ^{2}{ax}\;dx={\frac {x}{2}}+{\frac {1}{4a}}\sin 2ax+C={\frac {x}{2}}+{\frac {1}{2a}}\sin ax\cos ax+C\!}
{\displaystyle \int x^{n}\cos ax\;dx={\frac {x^{n}\sin ax}{a}}-{\frac {n}{a}}\int x^{n-1}\sin ax\;dx\,\!}
{\displaystyle \int _{\frac {-a}{2}}^{\frac {a}{2}}x^{2}\cos ^{2}{\frac {n\pi x}{a}}\;dx={\frac {a^{3}(n^{2}\pi ^{2}-6)}{24n^{2}\pi ^{2}}}\qquad {\mbox{(per }}n=1,3,5...{\mbox{)}}\,\!}
{\displaystyle \int {\frac {\cos ax}{x}}dx=\ln |ax|+\sum _{k=1}^{\infty }(-1)^{k}{\frac {(ax)^{2k}}{2k\cdot (2k)!}}+C\,\!}
{\displaystyle \int {\frac {\cos ax}{x^{n}}}dx=-{\frac {\cos ax}{(n-1)x^{n-1}}}-{\frac {a}{n-1}}\int {\frac {\sin ax}{x^{n-1}}}dx\qquad {\mbox{(per }}n\neq 1{\mbox{)}}\,\!}
{\displaystyle \int {\frac {dx}{\cos ax}}={\frac {1}{a}}\ln \left|\tan \left({\frac {ax}{2}}+{\frac {\pi }{4}}\right)\right|+C}
{\displaystyle \int {\frac {dx}{\cos ^{n}ax}}={\frac {\sin ax}{a(n-1)\cos ^{n-1}ax}}+{\frac {n-2}{n-1}}\int {\frac {dx}{\cos ^{n-2}ax}}\qquad {\mbox{(per }}n>1{\mbox{)}}\,\!}
{\displaystyle \int {\frac {dx}{1+\cos ax}}={\frac {1}{a}}\tan {\frac {ax}{2}}+C\,\!}
{\displaystyle \int {\frac {dx}{1-\cos ax}}=-{\frac {1}{a}}\cot {\frac {ax}{2}}+C\,\!}
{\displaystyle \int {\frac {x\;dx}{1+\cos ax}}={\frac {x}{a}}\tan {\frac {ax}{2}}+{\frac {2}{a^{2}}}\ln \left|\cos {\frac {ax}{2}}\right|+C}
{\displaystyle \int {\frac {x\;dx}{1-\cos ax}}=-{\frac {x}{a}}\cot {\frac {ax}{2}}+{\frac {2}{a^{2}}}\ln \left|\sin {\frac {ax}{2}}\right|+C}
{\displaystyle \int {\frac {\cos ax\;dx}{1+\cos ax}}=x-{\frac {1}{a}}\tan {\frac {ax}{2}}+C\,\!}
{\displaystyle \int {\frac {\cos ax\;dx}{1-\cos ax}}=-x-{\frac {1}{a}}\cot {\frac {ax}{2}}+C\,\!}
{\displaystyle \int \cos a_{1}x\cos a_{2}x\;dx={\frac {\sin(a_{1}-a_{2})x}{2(a_{1}-a_{2})}}+{\frac {\sin(a_{1}+a_{2})x}{2(a_{1}+a_{2})}}+C\qquad {\mbox{(per }}|a_{1}|\neq |a_{2}|{\mbox{)}}\,\!}

## Integrals de funcions trigonomètriques que inclouen només latangent
{\displaystyle \int \tan ax\;dx=-{\frac {1}{a}}\ln |\cos ax|+C={\frac {1}{a}}\ln |\sec ax|+C\,\!}
{\displaystyle \int \tan ^{n}ax\;dx={\frac {1}{a(n-1)}}\tan ^{n-1}ax-\int \tan ^{n-2}ax\;dx\qquad {\mbox{(per }}n\neq 1{\mbox{)}}\,\!}
{\displaystyle \int {\frac {dx}{q\tan ax+p}}={\frac {1}{p^{2}+q^{2}}}(px+{\frac {q}{a}}\ln |q\sin ax+p\cos ax|)+C\qquad {\mbox{(per }}p^{2}+q^{2}\neq 0{\mbox{)}}\,\!}
{\displaystyle \int {\frac {dx}{\tan ax}}={\frac {1}{a}}\ln |\sin ax|+C\,\!}
{\displaystyle \int {\frac {dx}{\tan ax+1}}={\frac {x}{2}}+{\frac {1}{2a}}\ln |\sin ax+\cos ax|+C\,\!}
{\displaystyle \int {\frac {dx}{\tan ax-1}}=-{\frac {x}{2}}+{\frac {1}{2a}}\ln |\sin ax-\cos ax|+C\,\!}
{\displaystyle \int {\frac {\tan ax\;dx}{\tan ax+1}}={\frac {x}{2}}-{\frac {1}{2a}}\ln |\sin ax+\cos ax|+C\,\!}
{\displaystyle \int {\frac {\tan ax\;dx}{\tan ax-1}}={\frac {x}{2}}+{\frac {1}{2a}}\ln |\sin ax-\cos ax|+C\,\!}

## Integrals de funcions trigonomètriques que inclouen només lasecant
{\displaystyle \int \sec {ax}\,dx={\frac {1}{a}}\ln {\left|\sec {ax}+\tan {ax}\right|}+C}
{\displaystyle \int \sec ^{n}{ax}\,dx={\frac {\sec ^{n-1}{ax}\sin {ax}}{a(n-1)}}\,+\,{\frac {n-2}{n-1}}\int \sec ^{n-2}{ax}\,dx\qquad {\mbox{ (per }}n\neq 1{\mbox{)}}\,\!}
{\displaystyle \int \sec ^{n}{x}\,dx={\frac {\sec ^{n-2}{x}\tan {x}}{n-1}}\,+\,{\frac {n-2}{n-1}}\int \sec ^{n-2}{x}\,dx}
{\displaystyle \int {\frac {dx}{\sec {x}+1}}=x-\tan {\frac {x}{2}}+C}

## Integrals de funcions trigonomètriques que inclouen només lacosecant
{\displaystyle \int \csc {ax}\,dx=-{\frac {1}{a}}\ln {\left|\csc {ax}+\cot {ax}\right|}+C}
{\displaystyle \int \csc ^{2}{x}\,dx=-\cot {x}+C}
{\displaystyle \int \csc ^{n}{ax}\,dx=-{\frac {\csc ^{n-1}{ax}\cos {ax}}{a(n-1)}}\,+\,{\frac {n-2}{n-1}}\int \csc ^{n-2}{ax}\,dx\qquad {\mbox{ (per }}n\neq 1{\mbox{)}}\,\!}

## Integrals de funcions trigonomètriques que contenen només lacotangent
{\displaystyle \int \cot ax\;dx={\frac {1}{a}}\ln |\sin ax|+C\,\!}
{\displaystyle \int \cot ^{n}ax\;dx=-{\frac {1}{a(n-1)}}\cot ^{n-1}ax-\int \cot ^{n-2}ax\;dx\qquad {\mbox{(per }}n\neq 1{\mbox{)}}\,\!}
{\displaystyle \int {\frac {dx}{1+\cot ax}}=\int {\frac {\tan ax\;dx}{\tan ax+1}}\,\!}
{\displaystyle \int {\frac {dx}{1-\cot ax}}=\int {\frac {\tan ax\;dx}{\tan ax-1}}\,\!}

## Integrals de funcions trigonomètriques que inclouen ambdóssinusicosinus
{\displaystyle \int {\frac {dx}{\cos ax\pm \sin ax}}={\frac {1}{a{\sqrt {2}}}}\ln \left|\tan \left({\frac {ax}{2}}\pm {\frac {\pi }{8}}\right)\right|+C}
{\displaystyle \int {\frac {dx}{(\cos ax\pm \sin ax)^{2}}}={\frac {1}{2a}}\tan \left(ax\mp {\frac {\pi }{4}}\right)+C}
{\displaystyle \int {\frac {dx}{(\cos x+\sin x)^{n}}}={\frac {1}{n-1}}\left({\frac {\sin x-\cos x}{(\cos x+\sin x)^{n-1}}}-2(n-2)\int {\frac {dx}{(\cos x+\sin x)^{n-2}}}\right)}
{\displaystyle \int {\frac {\cos ax\;dx}{\cos ax+\sin ax}}={\frac {x}{2}}+{\frac {1}{2a}}\ln \left|\sin ax+\cos ax\right|+C}
{\displaystyle \int {\frac {\cos ax\;dx}{\cos ax-\sin ax}}={\frac {x}{2}}-{\frac {1}{2a}}\ln \left|\sin ax-\cos ax\right|+C}
{\displaystyle \int {\frac {\sin ax\;dx}{\cos ax+\sin ax}}={\frac {x}{2}}-{\frac {1}{2a}}\ln \left|\sin ax+\cos ax\right|+C}
{\displaystyle \int {\frac {\sin ax\;dx}{\cos ax-\sin ax}}=-{\frac {x}{2}}-{\frac {1}{2a}}\ln \left|\sin ax-\cos ax\right|+C}
{\displaystyle \int {\frac {\cos ax\;dx}{\sin ax(1+\cos ax)}}=-{\frac {1}{4a}}\tan ^{2}{\frac {ax}{2}}+{\frac {1}{2a}}\ln \left|\tan {\frac {ax}{2}}\right|+C}
{\displaystyle \int {\frac {\cos ax\;dx}{\sin ax(1+-\cos ax)}}=-{\frac {1}{4a}}\cot ^{2}{\frac {ax}{2}}-{\frac {1}{2a}}\ln \left|\tan {\frac {ax}{2}}\right|+C}
{\displaystyle \int {\frac {\sin ax\;dx}{\cos ax(1+\sin ax)}}={\frac {1}{4a}}\cot ^{2}\left({\frac {ax}{2}}+{\frac {\pi }{4}}\right)+{\frac {1}{2a}}\ln \left|\tan \left({\frac {ax}{2}}+{\frac {\pi }{4}}\right)\right|+C}
{\displaystyle \int {\frac {\sin ax\;dx}{\cos ax(1-\sin ax)}}={\frac {1}{4a}}\tan ^{2}\left({\frac {ax}{2}}+{\frac {\pi }{4}}\right)-{\frac {1}{2a}}\ln \left|\tan \left({\frac {ax}{2}}+{\frac {\pi }{4}}\right)\right|+C}
{\displaystyle \int \sin ax\cos ax\;dx={\frac {1}{2a}}\sin ^{2}ax+c\,\!}
{\displaystyle \int \sin a_{1}x\cos a_{2}x\;dx=-{\frac {\cos(a_{1}+a_{2})x}{2(a_{1}+a_{2})}}-{\frac {\cos(a_{1}-a_{2})x}{2(a_{1}-a_{2})}}+C\qquad {\mbox{(per }}|a_{1}|\neq |a_{2}|{\mbox{)}}\,\!}
{\displaystyle \int \sin ^{n}ax\cos ax\;dx={\frac {1}{a(n+1)}}\sin ^{n+1}ax+C\qquad {\mbox{(per }}n\neq -1{\mbox{)}}\,\!}
{\displaystyle \int \sin ax\cos ^{n}ax\;dx=-{\frac {1}{a(n+1)}}\cos ^{n+1}ax+C\qquad {\mbox{(per }}n\neq -1{\mbox{)}}\,\!}
{\displaystyle \int \sin ^{n}ax\cos ^{m}ax\;dx=-{\frac {\sin ^{n-1}ax\cos ^{m+1}ax}{a(n+m)}}+{\frac {n-1}{n+m}}\int \sin ^{n-2}ax\cos ^{m}ax\;dx\qquad {\mbox{(per }}m,n>0{\mbox{)}}\,\!}
també: {\displaystyle \int \sin ^{n}ax\cos ^{m}ax\;dx={\frac {\sin ^{n+1}ax\cos ^{m-1}ax}{a(n+m)}}+{\frac {m-1}{n+m}}\int \sin ^{n}ax\cos ^{m-2}ax\;dx\qquad {\mbox{(per }}m,n>0{\mbox{)}}\,\!}
{\displaystyle \int {\frac {dx}{\sin ax\cos ax}}={\frac {1}{a}}\ln \left|\tan ax\right|+C}
{\displaystyle \int {\frac {dx}{\sin ax\cos ^{n}ax}}={\frac {1}{a(n-1)\cos ^{n-1}ax}}+\int {\frac {dx}{\sin ax\cos ^{n-2}ax}}\qquad {\mbox{(per }}n\neq 1{\mbox{)}}\,\!}
{\displaystyle \int {\frac {dx}{\sin ^{n}ax\cos ax}}=-{\frac {1}{a(n-1)\sin ^{n-1}ax}}+\int {\frac {dx}{\sin ^{n-2}ax\cos ax}}\qquad {\mbox{(per }}n\neq 1{\mbox{)}}\,\!}
{\displaystyle \int {\frac {\sin ax\;dx}{\cos ^{n}ax}}={\frac {1}{a(n-1)\cos ^{n-1}ax}}+C\qquad {\mbox{(per }}n\neq 1{\mbox{)}}\,\!}
{\displaystyle \int {\frac {\sin ^{2}ax\;dx}{\cos ax}}=-{\frac {1}{a}}\sin ax+{\frac {1}{a}}\ln \left|\tan \left({\frac {\pi }{4}}+{\frac {ax}{2}}\right)\right|+C}
{\displaystyle \int {\frac {\sin ^{2}ax\;dx}{\cos ^{n}ax}}={\frac {\sin ax}{a(n-1)\cos ^{n-1}ax}}-{\frac {1}{n-1}}\int {\frac {dx}{\cos ^{n-2}ax}}\qquad {\mbox{(per }}n\neq 1{\mbox{)}}\,\!}
{\displaystyle \int {\frac {\sin ^{n}ax\;dx}{\cos ax}}=-{\frac {\sin ^{n-1}ax}{a(n-1)}}+\int {\frac {\sin ^{n-2}ax\;dx}{\cos ax}}\qquad {\mbox{(per }}n\neq 1{\mbox{)}}\,\!}
{\displaystyle \int {\frac {\sin ^{n}ax\;dx}{\cos ^{m}ax}}={\frac {\sin ^{n+1}ax}{a(m-1)\cos ^{m-1}ax}}-{\frac {n-m+2}{m-1}}\int {\frac {\sin ^{n}ax\;dx}{\cos ^{m-2}ax}}\qquad {\mbox{(per }}m\neq 1{\mbox{)}}\,\!}
també: {\displaystyle \int {\frac {\sin ^{n}ax\;dx}{\cos ^{m}ax}}=-{\frac {\sin ^{n-1}ax}{a(n-m)\cos ^{m-1}ax}}+{\frac {n-1}{n-m}}\int {\frac {\sin ^{n-2}ax\;dx}{\cos ^{m}ax}}\qquad {\mbox{(per }}m\neq n{\mbox{)}}\,\!}
també: {\displaystyle \int {\frac {\sin ^{n}ax\;dx}{\cos ^{m}ax}}={\frac {\sin ^{n-1}ax}{a(m-1)\cos ^{m-1}ax}}-{\frac {n-1}{m-1}}\int {\frac {\sin ^{n-2}ax\;dx}{\cos ^{m-2}ax}}\qquad {\mbox{(per }}m\neq 1{\mbox{)}}\,\!}
{\displaystyle \int {\frac {\cos ax\;dx}{\sin ^{n}ax}}=-{\frac {1}{a(n-1)\sin ^{n-1}ax}}+C\qquad {\mbox{(per }}n\neq 1{\mbox{)}}\,\!}
{\displaystyle \int {\frac {\cos ^{2}ax\;dx}{\sin ax}}={\frac {1}{a}}\left(\cos ax+\ln \left|\tan {\frac {ax}{2}}\right|\right)+C}
{\displaystyle \int {\frac {\cos ^{2}ax\;dx}{\sin ^{n}ax}}=-{\frac {1}{n-1}}\left({\frac {\cos ax}{a\sin ^{n-1}ax)}}+\int {\frac {dx}{\sin ^{n-2}ax}}\right)\qquad {\mbox{(per }}n\neq 1{\mbox{)}}}
{\displaystyle \int {\frac {\cos ^{n}ax\;dx}{\sin ^{m}ax}}=-{\frac {\cos ^{n+1}ax}{a(m-1)\sin ^{m-1}ax}}-{\frac {n-m-2}{m-1}}\int {\frac {\cos ^{n}ax\;dx}{\sin ^{m-2}ax}}\qquad {\mbox{(per }}m\neq 1{\mbox{)}}\,\!}
també: {\displaystyle \int {\frac {\cos ^{n}ax\;dx}{\sin ^{m}ax}}={\frac {\cos ^{n-1}ax}{a(n-m)\sin ^{m-1}ax}}+{\frac {n-1}{n-m}}\int {\frac {\cos ^{n-2}ax\;dx}{\sin ^{m}ax}}\qquad {\mbox{(per }}m\neq n{\mbox{)}}\,\!}
també: {\displaystyle \int {\frac {\cos ^{n}ax\;dx}{\sin ^{m}ax}}=-{\frac {\cos ^{n-1}ax}{a(m-1)\sin ^{m-1}ax}}-{\frac {n-1}{m-1}}\int {\frac {\cos ^{n-2}ax\;dx}{\sin ^{m-2}ax}}\qquad {\mbox{(per }}m\neq 1{\mbox{)}}\,\!}

## Integrals de funcions trigonomètriques que inclouen ambdóssinusitangent
{\displaystyle \int \sin ax\tan ax\;dx={\frac {1}{a}}(\ln |\sec ax+\tan ax|-\sin ax)+C\,\!}
{\displaystyle \int {\frac {\tan ^{n}ax\;dx}{\sin ^{2}ax}}={\frac {1}{a(n-1)}}\tan ^{n-1}(ax)+C\qquad {\mbox{(per }}n\neq 1{\mbox{)}}\,\!}

## Integrals de funcions trigonomètriques que inclouen ambdóscosinusitangent
{\displaystyle \int {\frac {\tan ^{n}ax\;dx}{\cos ^{2}ax}}={\frac {1}{a(n+1)}}\tan ^{n+1}ax+C\qquad {\mbox{(per }}n\neq -1{\mbox{)}}\,\!}

## Integrals de funcions trigonomètriques que inclouen ambdóssinusicotangent
{\displaystyle \int {\frac {\cot ^{n}ax\;dx}{\sin ^{2}ax}}={\frac {1}{a(n+1)}}\cot ^{n+1}ax+C\qquad {\mbox{(per }}n\neq -1{\mbox{)}}\,\!}

## Integrals de funcions trigonomètriques que inclouen ambdóscosinusicotangent
{\displaystyle \int {\frac {\cot ^{n}ax\;dx}{\cos ^{2}ax}}={\frac {1}{a(1-n)}}\tan ^{1-n}ax+C\qquad {\mbox{(per }}n\neq 1{\mbox{)}}\,\!}

## Integrals de funcions trigonomètriques amb limits simètrics
{\displaystyle \int _{-c}^{c}\sin {x}\;dx=0\!}
{\displaystyle \int _{-c}^{c}\cos {x}\;dx=2\int _{0}^{c}\cos {x}\;dx=2\int _{-c}^{0}\cos {x}\;dx=2\sin {c}\!}
{\displaystyle \int _{-c}^{c}\tan {x}\;dx=0\!}

## Integral en un cercle complet
{\displaystyle \int _{0}^{2\pi }\sin ^{2m+1}{x}\cos ^{2n+1}{x}\,dx=0\!\qquad n,m\in \mathbb {Z} }